# Ruido rosa
El ruido rosa, también conocido como 1⁄f, es aquél cuyo nivel de presión sonora se caracteriza por una densidad espectral inversamente proporcional a la frecuencia.
Cuando el ruido rosa se visualiza en un analizador con filtros de octava, se ve que todas las bandas de octava tienen el mismo nivel sonoro, lo cual es cierto dado que el ancho de banda de las bandas superiores es mayor que el de las inferiores.
Esto ocurre porque los filtros de octava, tercio etc., son filtros proporcionales y, por tanto, cada vez que bajamos una octava, duplicamos el ancho de banda y por ese motivo el ruido rosa decrece 3 dB por octava, justo la proporción en que aumenta el ancho de banda, el doble. De esta forma visualizamos el ruido rosa como un ruido de nivel constante en todas las bandas de octava.
Se utiliza para analizar el comportamiento de salas, altavoces, equipos de sonido, etc. Es una señal conocida, mismo nivel en todas las bandas (sonido «plano») , y si lo amplificamos con un altavoz dentro de una sala podemos conocer datos sobre el comportamiento acústico del altavoz, la sala, etc. Normalmente se genera entre 20 Hz y 20 kHz. Su sonido es muy parecido al que podemos oír cuando se sintoniza entre dos emisoras de FM, en el espacio que se recibe únicamente el ruido, es como un soplido.
Este ruido se utiliza para hacer mediciones acústicas, y en la práctica se utiliza para poder ecualizar salas y habitaciones y calibración de material sonoro. Se utiliza un generador de ruido rosa (actualmente generado mediante un código computacional) y con un micrófono de mediciones acústicas (omnidireccional y de respuesta en frecuencias plana) se recoge el sonido de la sala. Ese sonido se pasa por un analizador de espectro y se ecualiza hasta que se vean todas las bandas al mismo nivel.

## Ejemplos de ruido rosa en ciencias exactas y tecnología
El ruido de tipo 1⁄f aparece en un gran número de aplicaciones incluyendo: transistores, materiales magnéticos, el volumen de las grabaciones musicales, evolución de datos climáticos, tiempos transcurridos entre terremotos, ruido en dispositivos de grafeno, intermitencia de fluorescencia en nanocristales, fluctuaciones de corriente en electrodos de escalas nanométricas, procesos estocásticos caracterizados por subdifusión, difusión en sistemas desordenados y corrientes iónicas a través de nanoporos.